# Sezemice (Boêmia Central)
Sezemice é uma comuna checa localizada na região da Boêmia Central, distrito de Mladá Boleslav.